# Грачёв, Борис Павлович
Борис Павлович Грачёв (род. 27 марта 1986, Москва) — российский шахматист, гроссмейстер (2006),  был воспитанником школы Михаила Ботвинника в Московском дворце пионеров на Ленинских горах.
Неоднократный чемпион России среди юниоров в различных возрастных категориях (до 10, 16, 18 и 20 лет).
Чемпион мира среди юниоров до 10 лет.
Победитель всемирных юношеских игр (2002 год).
Победитель этапа Кубка России среди мужчин (Самара, 2002 год).
Второй призёр международного турнира «Moscow-Open» (2006).
Разделил 2-10 места на личном чемпионате Европы (2008).
Участник Кубков мира 2009, 2011, 2015 и нескольких чемпионатов мира по блицу.
Победитель кругового турнира фестиваля «Moscow-Open» (2011).
Участник Суперфинала чемпионата России 2014 года.
Чемпион России по интернет-блицу.
Значительных успехов добился в командных соревнованиях. В составе московской команды «ШСМ-64» двукратный победитель Командного чемпионата России по шахматам (2010, 2011), в 2009 году завоевал серебро, в 2012 году — бронзу. В составе московской команды «Наше Наследие» серебряный призёр Командного чемпионата России по шахматам (2014). В составе московской команды «Наше Наследие-1» чемпион России по рапиду и бронзовый по блицу (Сочи, 2015).
Обладатель Кубка России (2022).
Наивысшего рейтинга достиг 1 марта 2012 года, с отметкой 2705 пунктов занимал 35-е место в мировом рейтинге ФИДЕ и 11-ю позицию в рейтинг-листе российских шахматистов.

## Изменения рейтинга
| Графики недоступны из-за технических проблем. См. информацию на Фабрикаторе и на mediawiki.org. |